# دستغرد (برخوار)
دستغرد (بالفارسية: دستگرد) هي منطقة سكنية تقع في إيران في البلدة المركزية. يقدر عدد سكانها بـ 15,524 نسمة .